# 32308 Sreyavemuri
32308 Sreyavemuri este o planetă minoră (asteroid), cu un diametru de 4,035 km, din centura de asteroizi. A fost descoperită pe 26 august 2000 la Experimental Test Site⁠(d) de Lincoln Near-Earth Asteroid Research. 
Obiectul prezintă o orbită caracterizată de o semiaxă mare de 2,636141 UAi, o excentricitate de 0,14, o înclinație de 8,38124 ° în raport cu ecliptica.